# Фотий Пайотас
Фотий (на гръцки: Φώτιος) е гръцки православен духовник.

## Биография
Роден е в село Мадито (днес Еджеабат, Източна Тракия, Турция) със светското име Пайотас (Παγιώτας). Учи в Халкинската семинария с издръжката на чичо си архимандрит Гавриил, игумен на Иверския манастир. След завършването си е ръкоположен за дякон и става втори секретар на Свети Синод на Патриаршията. След това служи като архидякон в Смирненската митрополия при митрополит Василий и преподава в местното евангелско училище.
На 1 юли 1907 година е ръкоположен за поленински епископ. Ръкополагането е извършено от митрополит Александър Солунски в съслужение с епископите Партений Йерисовски и Светогорски и Доротей Ардамерски и Галатищки. Фотий води упорита, но неуспешна борба с българщината в региона. В 1912 година по време на Балканската война в Дойран влизат български част и Фотий е арестуван и отведен в София. След като градът попада в Сърбия след Междусъюзническата война Фотий е освободен и през Румъния заминава за Гърция и става първият епископ, а от 1924 година и митрополит на новата Поленинска и Кукушка епархия. Установява се в Кукуш (Килкис) в 1918 година и през двадесетте години се занимава активно с устройването на гърците бежанци от Мала Азия и Източна Тракия. В 1924 година е повишен в митрополит.
Умира в Кукуш на 2 юни 1928 година.